# Uradel
Uradel (tedesco per 'primordiale/originale/antica nobiltà') è un termine non giuridico di classificazione nella nobiltà tedesca come nella nobiltà danese, nella nobiltà norvegese, e nella nobiltà svedese e nobiltà scozzese. 

## In Germania
Il termine si riferisce a nobili famiglie il cui lignaggio ancestrale può essere fatto risalire a tempi prima del Basso Medioevo, in particolare a prima del 1350 o 1400. Contrasta con Briefadel (lett. "lettera di nobiltà"), titoli creati dal monarca con lettere patenti, una moda che, influenzata dalla prassi francese, è stata introdotta in Germania sotto l'imperatore Carlo IV (r. 1346–1378).
Il termine fu introdotto nel XIX secolo. Non è mai stato adottato in Austria, dove il termine corrispondente è alter Adel ("antica nobiltà"). Il termine è usato nella letteratura araldica tedesca standard, quale Almanacco di Gotha (dal 1907), dove viene applicato a tutte le persone e le famiglie, notoriamente per aver portato titoli specifici della nobiltà prima dell'anno 1400. Queste famiglie sono ulteriormente suddivise nelle categorie adlig (nobili e cavalieri), freiherrlich (baroni), e gräflich (conti). Secondo una definizione più rigorosa, riportata da Der Große Brockhaus nel 1928 (vol. 1, s.v. "Adel"), occorre un attestato prima del 1350.

## In Danimarca, Norvegia e Svezia
Questo termine di origine tedesca Uradel fu adottato, come uradel, nella genealogia scandinava all'inizio del secolo XX. Il termine contrario Briefadel è diventato brevadel.
Anche l'edizione del 1926 di Nordisk familjebok cita il 1350 come la data richiesta, perché "la più antica lettera patente nota risale al 1360". La lettera patente cui si fa riferimento è quella rilasciata da Carlo IV a Wicker Frosch, un patrizio di Francoforte, il 30 settembre 1360.

## In Scozia
In Scozia la Corte di Lyon, che è il tribunale fisso che regola l'araldica in Scozia, ha utilizzato in alcune occasioni il termine Uradel per chiarire lo status dei Baroni feudali (barones minores). Il titolare di una dignità di barone in Scozia è rappresenttante dell'antica stirpe baronale (Uradel). Stevenson chiarisce il termine 'rappresentante' nel contesto scozzese 